# Sinea rileyi
Sinea rileyi är en insektsart som beskrevs av F. Jules Montandon 1893. Sinea rileyi ingår i släktet Sinea och familjen rovskinnbaggar. Inga underarter finns listade i Catalogue of Life.